# Fouace nantaise
La fouace nantaise est une sorte de fouace, pâtisserie sucrée généralement en forme d'étoile à six branches ou « cornes » (cette dernière est aussi une autre appellation locale), à base de farine, de beurre, de lait et de sucre, parfois parfumée à l'eau-de-vie. 

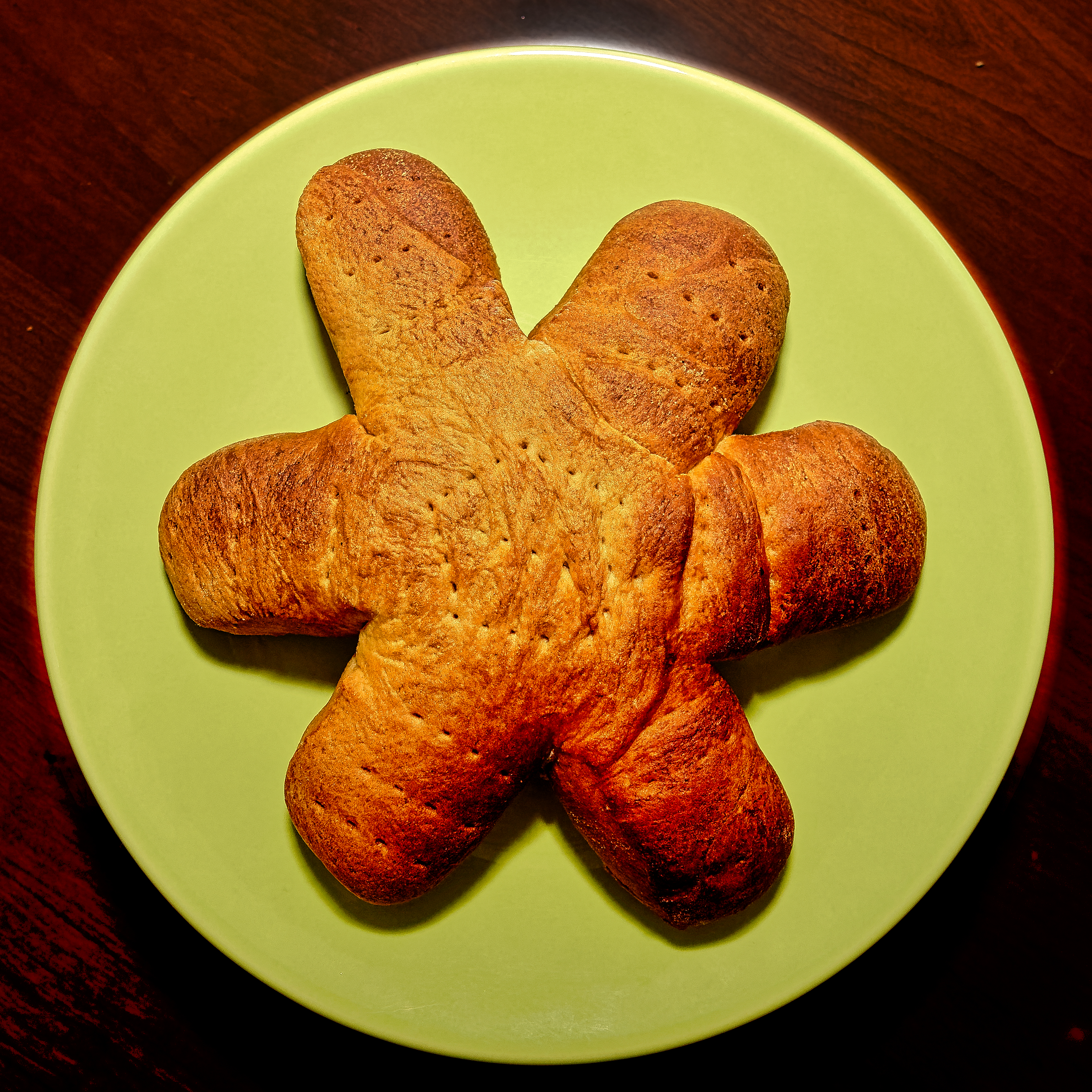
Fouace nantaise

## Histoire
La fouace nantaise est originaire de La Haie-Fouassière, au sud-est de Nantes. Elle y a été créée par des viticulteurs locaux au XIXe siècle, et est restée sa principale zone de production. C'est pourquoi une fête lui est consacrée à la mi-septembre dans la ville. Avant 1914, le bourg comptait à lui seul 80 fouaciers qui fournissaient toute la région. Le dernier d'entre eux cessa son activité en 1992.

## Production
Aujourd'hui, la fouace nantaise est fabriquée par les boulangers-patissiers et sa production est concentrée surtout sur deux zones :
- au sud de la Loire, dans le pays du Vignoble nantais ;
- au nord du fleuve, autour d'un secteur constitué par Héric, Blain, La Chevallerais et Saffré.

Les périodes de production diffèrent également selon les zones :
- à l'année : à La Haie-Fouassière uniquement ;
- au moment du vin nouveau : à Nantes et dans le reste du Vignoble ;
- à Pâques ; dans le nord-Loire (à cette occasion, autrefois, il était de tradition que les parrains et marraines en offrent à leur filleuls).

## Sources
- Martine Denoueix et Hubert Martin, Art de vivre et gastronomie en Pays de la Loire, Nantes, Siloë, 2000, 191 p. (ISBN 2-84231-095-0) - page 131